# Пільхово (Полицький повіт)
Пільхово (пол. Pilchowo) — село в Польщі, у гміні Полиці Полицького повіту Західнопоморського воєводства.
Населення — 1047 осіб (2011).

## Демографія
Демографічна структура станом на 31 березня 2011 року:
|          | Загалом | Допрацездатний вік | Працездатний вік | Постпрацездатний вік |
| -------- | ------- | ------------------ | ---------------- | -------------------- |
| Чоловіки | 489     | 106                | 348              | 35                   |
| Жінки    | 558     | 107                | 342              | 109                  |
| Разом    | 1047    | 213                | 690              | 144                  |